# Сенатович Оксана Павлівна
Оксана Павлівна Сенатович (2 січня 1941, Бережани — 31 березня 1997, Львів) — українська поетеса, дитяча письменниця, перекладачка, редакторка. Дружина українського письменника Володимира Лучука, мати українського письменника Івана Лучука та шумеролога, викладача Львівського національного університету ім. І. Франка Тараса Лучука. Членкиня Спілки письменників України з 1976 року. Лауреатка премії імені Іванни Блажкевич 1995 року.

## Життєпис
Оксана Сенатович народилася 2 січня 1941 року в м. Бережанах Тернопільскої області, у сім'ї вчителів — Павла Зеноновича Сенатовича і Марти Сигізмундівни Орнатовської.
Після закінчення у 1957 році Завалівської середньої школи з відмінним атестатом і золотою медаллю навчалась у Львівському політехнічному інституті.
У 2018 році у Тернопільському видавництві "Підручники та посібники" вийшла книжечка Володимира Чистуха та Світлани Бартіш "Завалівськими стежками Оксани Сенатович" з передмовою сина письменниці Івана Лучука.
У 1960-ті роки працювала інженером, у 1970-ті — на профспілковій роботі, зокрема у Будинку технічної творчості молоді та юнацтва, із середини 1980-х — на творчій роботі, 1993–1997 — головний редактор щомісячної газети «Діти Марії». Неодноразово перебувала в сусідній з Бережанами Козові.
Померла 31 березня 1997 року у Львові, похована на Личаківському цвинтарі поруч із своїм чоловіком, поетом Володимиром Лучуком (1934–1992).

## Творчість
До закінчення школи мала чималий поетичний доробок, який складався із десятка зошитів з віршами. Навчаючись у Львівському політехнічному інституті, поетеса дебютувала добіркою віршів у збірнику «Яблуневий цвіт» (1961). А перша власна поетична збірка «Стебло» вийшла 1968 року. Потім побачили світ наступні поетичні збірки — «Діапазон весни» (1979), «Голубий голос» (1984), «Чоловік з трояндою» (1986), а також поетичне вибране — «Обличчям до голуба» (1990).
Проте найяскравіше розвинувся талант письменниці у поезії для дітей. Вийшли друком такі збірки: «Червоні лелеки» (1970), «Вісім сотень колобків» (1972), «Вчиться вересень читати» (1977), «Сніговик» (1981), «Живемо в одному домі» (1983), «Шпаки на колесах» (1989), «Соловейку, тьох-мажор!» (1990), «У краєзнавчому музеї: Азбука для Левка» (1992). А 1991 року до 50-річчя Оксани Сенатович вийшло вибране під назвою «Вчиться вересень читати», куди увійшов також оновлений варіант повісті «Не виростуть хлопці без дощу», перше видання якої з'явилося ще 1974 року.
Оксана Сенатович в останній рік життя написала дві повісті для дітей — «Пані Будьласка і вуйко Пампулько» та «Про Люлька Смока і Котів — місто чудес(не)». Перша з них посмертно була надрукована у журналі «Соняшник» (2000) і вийшла окремим виданням (2007), друга лише фрагментарно друкувалася в газеті «Діти Марії», яку письменниця редагувала упродовж чотирьох із лишком років наприкінці свого життя. Остання повість Оксани Сенатович уперше була надрукована повністю в журналі «Педагогічна думка» (2007, № 1) і увійшла до вибраного письменниці «Малий Віз» (2007), що з'явилося в серії «Хрестоматія школяра».

### Переклади
Перекладала письменниця з різних слов'янських мов. Окремим виданням вийшла збірка перекладів віршів сербського поета Йована Йовановича-Змая «Малий велетень» (1986). Ще на початку дев'яностих років була готова до друку антологія сербської поезії для дітей «Кошеня в кишені» в переспівах Оксани Сенатович.

## Нагороди
За свій літературний доробок для дітей Оксана Сенатович стала першим лауреатом премії імені Олени Пчілки (1992). Окремі її твори перекладено понад десятьма іноземними мовами. Оригінальний доробок Оксани Сенатович заслужено й об'єктивно належить до золотого фонду української літератури для дітей.